# 浜松市水窪地域自治センター
浜松市水窪地域自治センター（はままつしみさくぼちいきしちセンター）は、かつて静岡県浜松市天竜区水窪町奥領家にあった、浜松市天竜区の水窪地区を管轄する行政機関。
後継の浜松市水窪協働センター（はままつしみさくぼきょうどうセンター）は、静岡県浜松市天竜区水窪町奥領家にある、浜松市天竜区の水窪地区を管轄する行政機関。

## 概要

### 沿革
- 2005年7月1日 - 浜松市が水窪総合事務所を開所。旧水窪町の町役場庁舎を利用。
- 2007年4月1日 - 浜松市が政令指定都市に移行したのに伴い、水窪地区は天竜区の一部となる。水窪総合事務所は、水窪地域自治センターに改組。
- 2012年4月1日 - 前日の地域自治区の廃止に伴い、水窪地域自治センターは水窪協働センターに改組。

## 交通アクセス
- JR飯田線（東海旅客鉄道） 水窪駅
- 浜松市自主運行バス
- 三遠南信自動車道 佐久間川合インターチェンジ